# Elstertangare
Die  Elstertangare  (Cissopis leverianus) ist mit einer Körperlänge von 28 Zentimetern ein großer Vertreter aus der Familien der Tangaren. 

## Aussehen
Diese Vögel haben größtenteils blauschwarzes Gefieder, bis auf den weißen Bauch und einzelne Stellen an der Schwanzunterseite. Die Flügel sind schwarz und weiß. Der Schnabel ist schwarz und die Beine sind grau gefärbt. In der Gefiederfarbe unterscheiden sich die beiden Geschlechter nicht voneinander.  

## Verbreitung und Lebensraum

Verbreitungsgebiet der Elstertangare (grün)

Die Elstertangare kommt im Norden Südamerikas vor, ihre südliche Verbreitungsgrenze liegt in Brasilien und dem Nordosten von Argentinien. Diese Art bewohnt die dortigen Regenwälder und Buschlandschaften sowie landwirtschaftlich und forstwirtschaftlich genutzte Flächen, kommt aber im Gebirge bis in Höhen von 2000 Metern vor.

## Lebensweise
In kleinen Gruppen von bis zu fünf Exemplaren oder paarweise durchstreifen sie die mittleren Baumetagen auf der Suche nach Insekten und Beeren.    

## Fortpflanzung
Das Weibchen legt meist zwei Eier in ein offenes Nest, welches in Bäumen oder Büschen angelegt wird. Die Brut übernimmt das Weibchen allein und diese beträgt zwischen 12 und 18 Tage. Danach werden die Jungen noch bis zu 3 Wochen von beiden Altvögeln im Nest versorgt.

## Gefährdung und Schutzmaßnahmen
Aufgrund ihrer weiten Verbreitung und weil für diese Art keinerlei Gefährdungen bekannt sind, stuft die IUCN diese Art als (Least Concern) ungefährdet ein.  